# Course de chevaux libres : La Mossa
Course de chevaux libres : La Mossa est une peinture à l'huile sur papier marouflé sur toile de Théodore Géricault réalisée vers 1817. L'œuvre fait partie d'une série d'études préparatoires pour un grand tableau sur la course des chevaux sur le corso pendant le carnaval de Rome qui ne fut jamais concrétisé. Il en existe plusieurs études à l'huile dont celle-ci conservée au musée du Louvre (inventaire RF 2042).

## Description
La scène se lit de gauche à droite. L'espace est délimité par des bâtiments romains de styles antiques avec des colonnes, au centre un podium en pierre, à l'arrière plan un paysage romain constitué d'arbres, d'une forteresse devant une montagne. Au premier plan un groupe d'hommes, torse nu, retiennent leurs chevaux. Ils sont dans la pénombre, sauf le deuxième palefrenier à partir de la gauche, habillé d'une culotte gris-vert qui retient son cheval, de robe pie alezan en train de se cabrer sur un sol pavé. Devant, deux chevaux se découpent en silhouette devant le mur clair. À l’extrême gauche un palefrenier se retourne. 